# Preah Khan Reach Football Club
Maillots
Actualités
Le Preah Khan Reach Svay Rieng Football Club, plus couramment abrégé en Preah Khan Reach, est un club cambodgien de football fondé en 1997 et basé à Phnom Penh, la capitale du pays.
Le club évolue actuellement dans la C-League.

## Historique
- 1997 : Fondation du club
- 2012 : Première participation à la Coupe de la Fédération de Malaisie[2]

## Palmarès
- Challenge League de l'AFC
  - Finaliste : 2025
- Championnat du Cambodge (4) :
  - Champion : 2013, 2019, 2023-2024  et 2024-2025
  - Vice-champion : 2010, 2020 et 2021.

- Coupe du Cambodge (4) :
  - Vainqueur : 2011, 2012, 2017 et 2024.
  - Finaliste : 2008.

## Personnalités du club

### Présidents
- Ok Samnang

### Entraîneurs
- Som Vandeth